# 아산세교초등학교
아산세교초등학교(牙山細橋初等學校)는 대한민국 충청남도 아산시에 있는 공립 초등학교이다.

## 학교 연혁
- 2023년 3월 1일 : 개교